# Niccolò Tron
 (novembre 2023).
Si vous disposez d'ouvrages ou d'articles de référence ou si vous connaissez des sites web de qualité traitant du thème abordé ici, merci de compléter l'article en donnant les références utiles à sa vérifiabilité et en les liant à la section « Notes et références ».
Pour les articles homonymes, voir Tron (homonymie).
Niccolò Tron ou Nicolò Trono (né en 1399 à Venise – mort le 28 juillet 1473 dans la même ville) est le 68e doge de Venise, élu en 1471.

## Biographie
Niccolò Tron est le fils de Luca et de Lucia Trevisan. Il y a peu d'informations sur sa jeunesse bien qu'on sache qu'il travaille dans le commerce et réussit en peu d'années à accumuler un capital important (presque 60 000 ducats selon certaines sources).
Après de nombreux voyages en Orient (Égypte et surtout Rhodes), il acquiert des maisons et des boutiques qui lui permettent de mener une vie aisée.
Selon certains et bien que cela ne soit pas démontré, une grande partie de sa richesse proviendrait de son activité de d'usurier qu'il exerce envers ses confrères moins fortunés.
Il épouse Dea Morosini dont il a un fils, Giovanni, mort en 1471 prisonnier des Turcs (il meurt scié vivant).
À un âge avancé, il entre dans la carrière publique où il se distingue pour son habileté et l'extrême soin apporté aux tâches qui lui sont confiées. Il est connu pour son caractère brusque et malgré ceci, le 25 novembre 1471, l'année même de la mort de son fils, il est élu doge.

### Le dogat

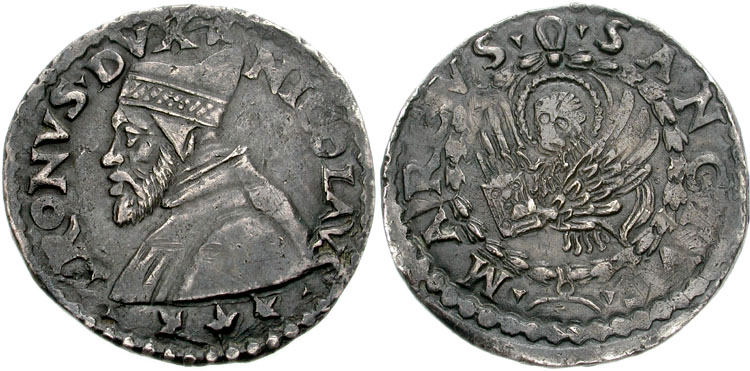
Lire en argent (1472) frappée par Nicolò Tron.

Pendant le règne de Niccolò Tron, pas très long puisqu'il ne dure que vingt mois, il poursuit la guerre contre les Turcs, commencée sous le doge Cristoforo Moro en 1463, qui essayent d'assiéger les colonies vénitienne en Orient. Elle ne se conclut qu'en janvier 1479 sous le dogat de Giovanni Mocenigo.
Pour alléger la pression contre les implantations vénitiennes, des ambassadeurs sont mandatés auprès du roi de Perse Ussan Hassan (1473) avec l'espoir d'ouvrir un second front contre la Turquie mais cette manœuvre donne peu de résultats et Ussan est battu. La politique mise en place pour renforcer l'armée augmente fortement la dette publique.
En 1471, Niccolò Tron fait rentrer dans le domaine public la colline de Montello dont les précieux chênes rouvres servent à la construction des galères vénitiennes. Les chênes de Montello arrivaient à l'arsenal par le fleuve Piave.
Niccolò Tron réforme le système monétaire vénitien, il institue une nouvelle pièce, appelée Tron, qui comprend le portait de profil du doge ce qui va à l'encontre des pratiques des Vénitiens qui rejettent toute association du culte de la personnalité avec la république de Venise. Après sa mort, la pièce est retirée de la circulation.
En 1472, la noble vénitienne Catherine Cornaro épouse le dernier roi de Chypre, Jacques II; celui-ci l'épouse pour honorer les dettes contractées envers sa famille, après l'avoir généreusement financée, il réclame une contrepartie.
La mort de Jacques II, le 6 juillet 1473, crée une grave crise internationale, Catherine est enceinte mais l'enfant meurt peu après sa naissance. De nombreux États revendiquent le nouveau royaume. Vers la fin de l'année, une révolte contre la veuve conduit Venise à envoyer une flotte et prendre possession de l'île, accroissant ainsi son empire maritime.
À cette époque, Niccolò Tron est déjà mort, le 28 juillet 1473, à l'âge de 74 ans.
Le tombeau de Niccolò Tron se trouve dans le chœur de la basilique Santa Maria Gloriosa dei Frari, sur le mur gauche face à celui de Francesco Foscari. La conception du tombeau et sa construction sont attribuées à l'architecte Antonio Rizzo. Selon l'inscription présente sur le monument, la tombe a été financée par les butins de guerre contre les Turcs.